# Berjozka (vattendrag i Vitryssland, Vitsebsks voblast)
Berjozka (ryska: Берёзка) är ett vattendrag i Belarus.   Det ligger i voblasten Vitsebsks voblast, i den norra delen av landet, 180 kilometer nordost om huvudstaden Minsk.
Omgivningarna runt Berjozka är en mosaik av jordbruksmark och naturlig växtlighet. Runt Berjozka är det glesbefolkat, med 18 invånare per kvadratkilometer.